# 岡本天明
岡本 天明（おかもと てんめい、1897年（明治30年）12月4日 - 1963年（昭和38年）4月7日）は神道家、宗教家、神典研究家。岡山県浅口郡玉島町出身。本名は信之。天明は「雅号」である。
信之は幼少の頃から、他人には見えないものが見えたり（霊視能力）、聞こえたり（霊聴能力）、霊能力を持っている子供だったという（岡本三典『日月神示はなぜ岡本天明に降りたか』）（参）。また、絵が得意で17歳の頃に神戸三宮で絵の個展を開き、新聞に「天才少年画家現る」と称賛されたという。その後、上京し明治大学に学ぶ。紆余曲折を経て大本に出会ったのは1920年（大正9年）、天明が22歳の時だった。
1944年（昭和19年）6月10日、千葉県印旛郡公津村台方（現・成田市台方）の麻賀多神社の末社である天日津久神社を参拝する。その直後、同神社の社務所で大本系の関連啓示となる『日月神示』（別名：『ひふみ神示』、『一二三神示』）を自動書記する。この自動書記現象は以降約17年間にわたって続き、後に全39巻（本巻38巻、補巻1巻）にまとめられた。また、書かれた文体は漢数字と独特の記号、そして、若干のかな文字などからなり、書記した天明自身も当初は全く読めなかったといわれている。その後、仲間の神典研究家や霊能者の協力のもと少しずつ解読が進み、天明亡き後も妻の岡本三典の研究と努力で、一部を除きかなりの巻が解読されたといわれている。一方で日月神示の読み方や解読は8通り有るといわれ、その内の1つ、2つに成功したとの認識が関係者の間では一般的である。

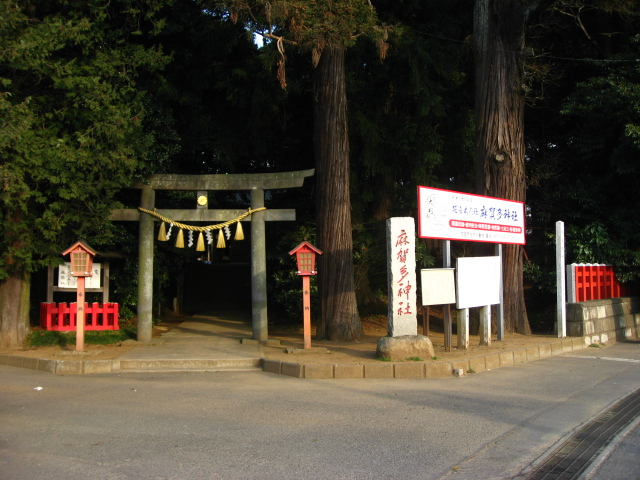
麻賀多神社入口正面。天明は1944年（昭和19年）6月10日に、この神社の社務所で日月神示を自動書記により書かされた。また、岐阜に移るまでの1946年（昭和21年）から1953年（昭和28年）までの約7年間をこの近くで過ごした。

## 略史
- 1897年（明治30年）12月4日 - 岡山県浅口郡玉島町（現・倉敷市玉島）で豪農であった家に、父・岡本藤太郎、母・弥栄の三人兄弟の二男として誕生。
- 1914年（大正3年） - 父親が事業に失敗し、神戸に移る。
- 1920年（大正9年） - 大正日日新聞社に入社。大本に関わり始める[1]。
- 1921年（大正10年） - 第一次大本事件。逮捕はされないものの、失職。
- 1925年（大正14年） - 人類愛善新聞（機関紙）の創刊に際し編集長になる。
- 1944年（昭和19年） - 自動書記Ⅰ期（～昭和27年、8年間）
  - 4月18日 - フーチ（扶乩）[2] の実演会の審神者兼司会役を務める。この際出てきた神名が「天之日月神」。後日、麻賀多神社の末社の神と判明。
  - 6月10日 - 天日津久神社に参拝した折に自動書記現象がおきる。（日月神示「上つ巻」第一帖・第二帖を書記する）
- 1946年（昭和21年） - 千葉県印旛郡公津村台方に移り住む。
- 1947年（昭和22年） - 日月神示に共鳴した人々により宗教法人「ひかり教会」設立。
- 1949年（昭和24年） - ひかり教会会長となる。天明の先妻である佳代子が死去。
- 1950年（昭和25年） - 三典（旧姓名　高木多恵子）と再婚。
- 1953年（昭和28年） - 岐阜に移る。
- 1955年（昭和30年） - 至恩郷（三重県菰野町）に移る。
- 1958年（昭和33年） - 自動書記Ⅱ期（12月末～翌年3月初旬の約2か月間）（日月神示「月光の巻」）
- 1959年（昭和34年） -新しき時代の新しき天̪詞出現
  - 『珍しき御型(方)が出て来てびっくりじゃ。』(1959年3月３日,「月光の巻」第50帖)
  - 初めてのクレパス画展を開く  東京（7月）・大阪（8月）・ニューヨーク（11月）[3]
- 1961年（昭和36年） - 自動書記Ⅲ期（最後の自動書記現象）（日月神示「五十黙示録」）
- 1962年（昭和37年） - 次の世のカタが他で出ている様だと三典にもらす。
- 1963年（昭和38年） 
  - 4月7日 - 死去

## 晩年およびその後
晩年のある日、天明は「カタは他で出ているそうだ」とつぶやいたという。それまで天明こそが経綸の最終的な継承者だと信じていた妻・三典は「息が止まるほど驚いた、今更自分ではないと言われても全く困ってしまった」と記録している。天明亡き後は岡本三典が日月神示原文の研究と解読に取組み、1976年（昭和51年）に『原典日月神示』を、1991年（平成3年）12月には神示の第二訳私解を発表している（三典はこれを「一二三神示」第二仮訳と呼んでいる）。また、絵の方も遺作展として、あるいは「天明展」の名称で1963年（昭和38年）8月の大阪での開催を手始めに天明没後も40年以上の長い期間にわたって断続的に開き、紹介してきた。三典の著書（参）には、天明は生前、三典に「自分が早く死んでも、きみは「ふで」の内容を全て成就してくれるだろう。」と後事を託すような感じで良く語っていたという。また、男性ばかりの宗教会議などにも秘書として良く連れて行かれたと著書で記している。他にも麻賀多神社で「神示発祥記念祭」などを主催した。また、予言書として扱われることもある。

## 研究団体
未来潮流研究会
日本弥栄の会

## 関連人物
- 出口王仁三郎
- 出口日出麿
- 河北倫明
- 武智時三郎

## 関連著書・参考文献
- 岡本天明筆『ひふみ神示』コスモ・テン・パプリケーション　ISBN 4876660336 c0014
- 岡本天明筆『新版　ひふみ神示』 コスモ・ビジョン ISBN 4876660751
- 岡本天明筆、岡本三典編『太神の布告』（訳を抜粋した版） コスモ・テン・パプリケーション ISBN 4876660336 c0014
- a b 岡本三典『日月神示はなぜ岡本天明に降りたか』 徳間書店 ISBN 4198606226。
- 岡本天明著、中矢伸一監修 『完訳 日月神示』 ヒカルランド 2011年 ISBN 9784905027249
- 黒川柚月『（日月神示　夜明けの御用）　岡本天明伝 』 ヒカルランド 2012年 ISBN 9784905027843